# 小行星8380
小行星8380（英語：8380 Tooting）是一颗围绕太阳公转的小行星。1992年9月29日，亨利·E·霍爾特在帕洛马山发现了此天体。
这颗小行星的绝对星等为94.43417517650758等。